# Armadilloniscus caraibicus
Armadilloniscus caraibicus är en kräftdjursart som beskrevs av Giulio Paoletti och Stinner 1989. Armadilloniscus caraibicus ingår i släktet Armadilloniscus och familjen Detonidae. Inga underarter finns listade i Catalogue of Life.